# Le grandi storie della fantascienza 21
Le grandi storie della fantascienza 21 (titolo originale Isaac Asimov Presents the Great SF Stories 21 (1959)) è un'antologia di racconti di fantascienza raccolti e commentati da Isaac Asimov e Martin H. Greenberg. Fa parte della serie Le grandi storie della fantascienza e comprende racconti pubblicati nel 1959.
È stata pubblicata nel 1990 e tradotta in italiano l'anno successivo.

## Racconti
- Costruire una Prigione (Make a Prison), di Lawrence Block
- Il Popolo del Vento (The Wind People), di Marion Zimmer Bradley
- No, No, No, Rogov! (No, No, Not Rogov!), di Cordwainer Smith
- Quale bestia brutale (What Rough Beasts?), di Damon Knight
- L'uomo del vicolo (The Alley Man), di Philip José Farmer
- Un giorno sulla spiaggia (Day at the Beach), di Carol Emshwiller
- Il Mostro di Cioccolata al Latte (The Malted Milk Monster), di William Tenn
- Il Mondo dei Vostri Sogni (The Store of the Worlds), di Robert Sheckley
- L'uomo che perse il mare (The Man Who Lost the Sea), di Theodore Sturgeon
- Un morto in casa (A Death in the House), di Clifford D. Simak
- Il Signor Pi (The Pi-Man), di Alfred Bester
- Multum in Parvo (Multum in Parvo), di Jack Sharkey
- A adesso, piccolo uomo? (What Now, Little Man), di Mark Clifton
- Alla deriva nel sistema politico aziendale (Adrift on the Policy Level), di Chan Davis

## Edizioni
- Isaac Asimov Presents The Great SF Stories 21 (1959), DAW Books, 1990.
- Le grandi storie della fantascienza 21 (1959), traduzione di Giampaolo Cossato e Sandro Sandrelli, Armenia Editore, 1991, ISBN 88-344-0481-5.
- Le grandi storie della fantascienza 21, traduzione di Giampaolo Cossato e Sandro Sandrelli, Bompiani, 2002, ISBN 88-452-5155-1.